# Renault Latitude

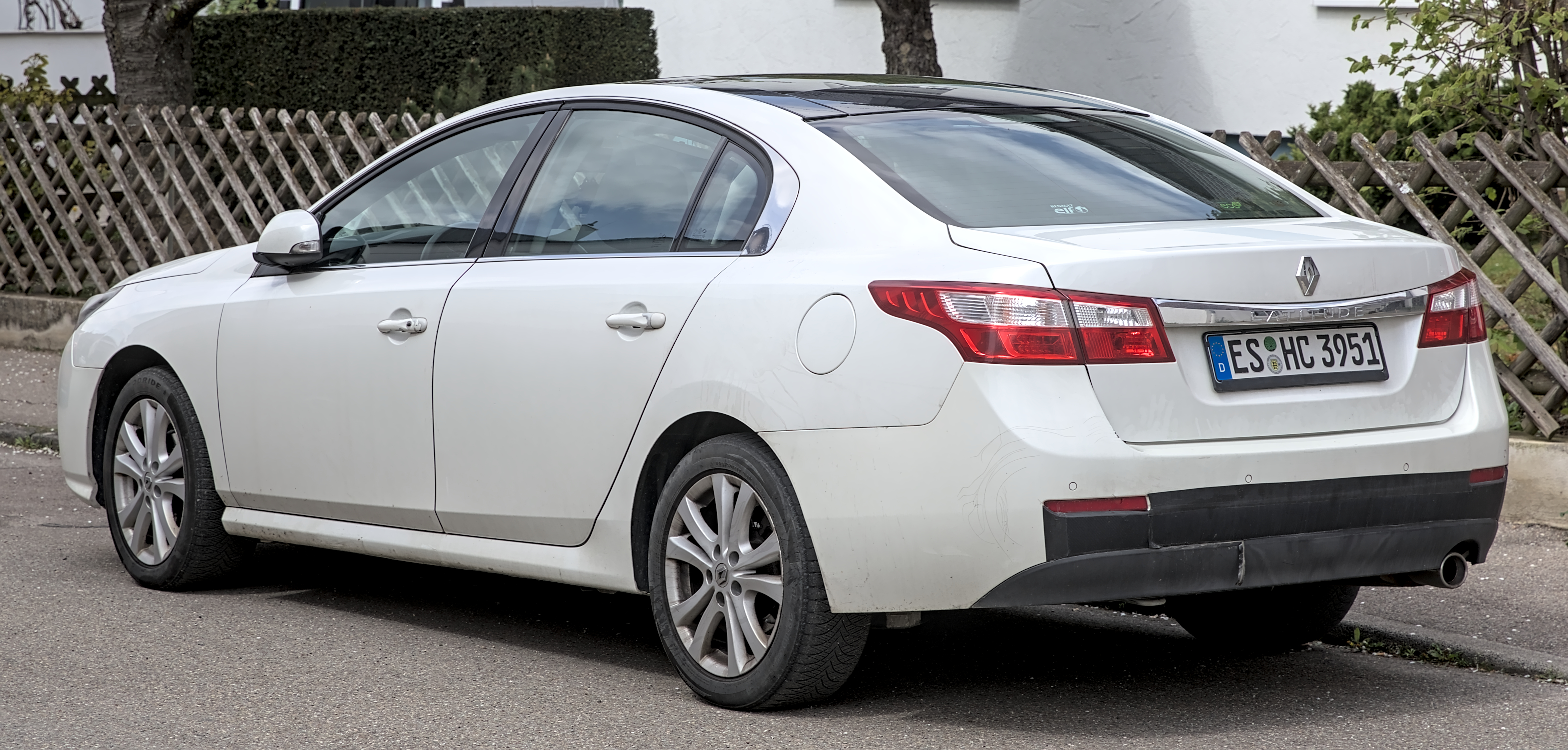
Renault Latitude (2010—2014)

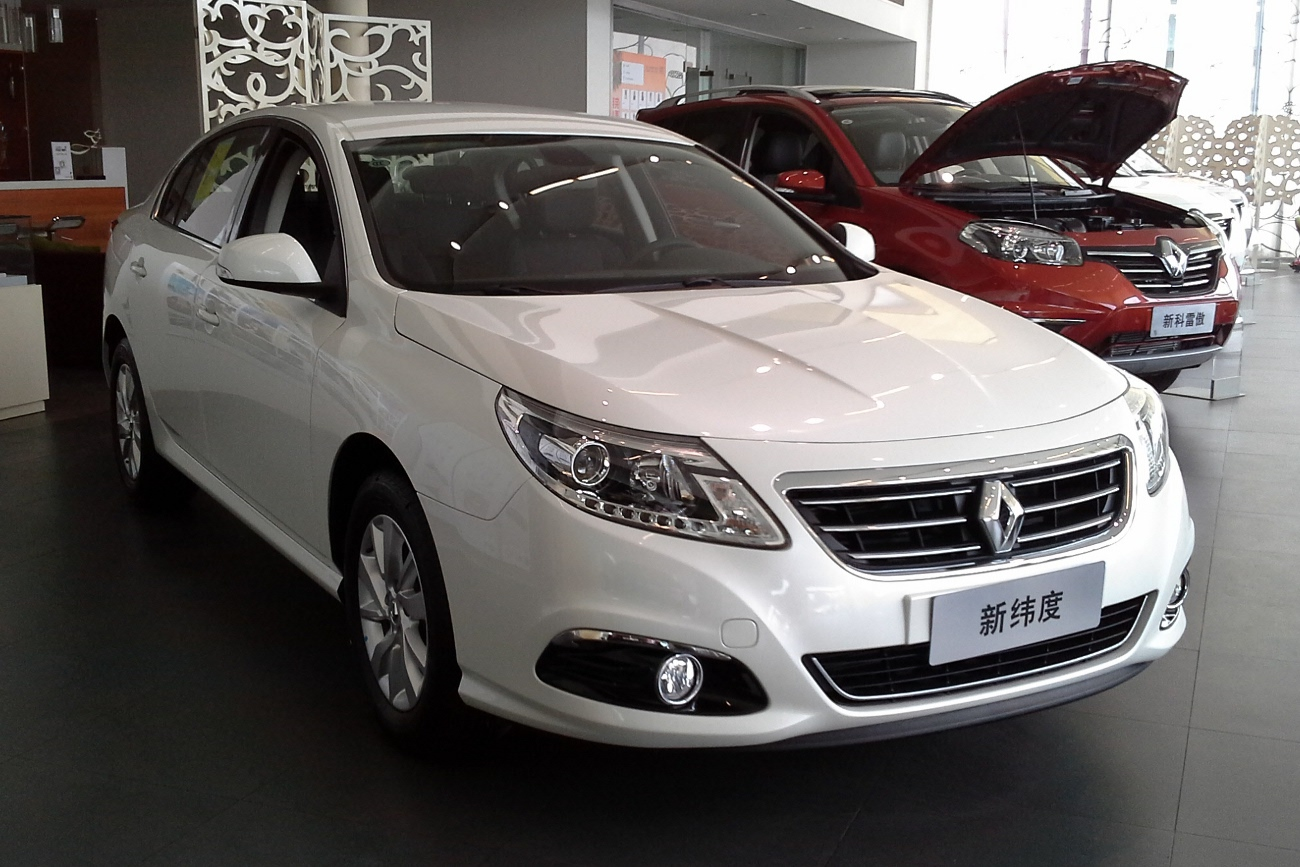
Renault Latitude (2014—2015)

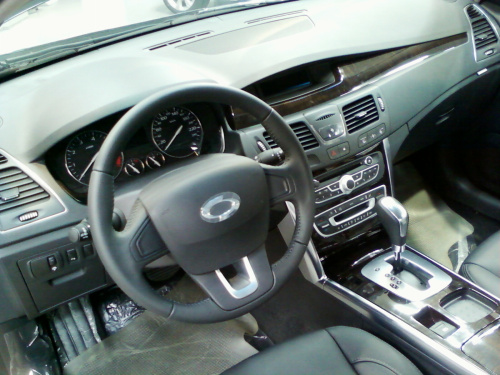

Renault Latitude — це седан D Класу, що виробляється французькою компанією Renault з другої половини 2010 року. Модель прийшла на зміну автомобіля Vel Satis. Модель вперше представлена на Московському міжнародному автомобільному салоні 2010 року. В її основі лежить Samsung SM5 третього покоління, який в свою чергу побудований на подовженій платформі Renault Laguna. Основними конкурентами автомобіля є Honda Accord, Mazda6, Volkswagen Passat і Holden Commodore.
Автомобіль відразу привертає до себе увагу завдяки елегантному зовнішньому вигляду. Передня частина прикрашена великою хромованою решіткою радіатора з крупною фірмовою емблемою посередині. Капоту автомобіля розробники додали трохи вигнуту форму. Фари головного світла горизонтально витягнуті і злегка заходять на бічні частини автомобіля, протитуманні фари Latitude розташовані глибоко в прямокутних нішах, що надає автомобілю більш потужний вид. Габарити автомобіля рівні: довжина — 4897 мм; ширина 1832 мм; висота-2762 мм.  Оснащення інтер'єру автомобіля залежить від модифікації — Luxe або Standard. Автомобілі комплектації Luxe оснащуються: супутниковою навігацією, Bluetooth, трьохзонним клімат-контролем й аудіосистемою Bose. 

## Двигуни
| Модель              | Об'єм    | Циліндри | Потужність         | Крутний момент        | 0-100 км/год | Максимальна швидкість | Витрата пального (л/100км) місто/траса/середня | Вага    | Роки випуску |
| ------------------- | -------- | -------- | ------------------ | --------------------- | ------------ | --------------------- | ---------------------------------------------- | ------- | ------------ |
| 2.0 16V E85         | 1997 см³ | Р4       | 103 кВт (140 к.с.) | 195 Нм при 3750 об/хв | 10,7 с       | 205 км/год            | 10,9/6,3/7,9                                   | 1425 кг | з 2010       |
| 2.5 24V             | 2496 см³ | V6       | 133 кВт (180 к.с.) | 235 Нм при 4400 об/хв | 9,3 с        | 208 км/год            | -                                              | -       | з 2010       |
| 3.5 24V             | 3498 см³ | V6       | 174 кВт (240 к.с.) | 330 Нм при 4200 об/хв | 6,4 с        | 249 км/год            | -                                              | -       | з 2010       |
| 2.0 dCi             | 1995 см³ | Р4       | 110 кВт (150 к.с.) | 340 Нм при 2000 об/хв | 10,3 с       | 210 км/год            | 7/4,6/5,3                                      | 1535 кг | з 2010       |
| 2.0 dCi             | 1995 см³ | Р4       | 127 кВт (175 к.с.) | 380 Нм при 2000 об/хв | 9,2 с        | 220 км/год            | 7,2/4,6/5,5                                    | 1535 кг | з 2010       |
| 2.0 dCi aut.        | 1995 см³ | Р4       | 127 кВт (175 к.с.) | 380 Нм при 2000 об/хв | 9,9 с        | 215 км/год            | 8,4/5,5/6,5                                    | 1620 кг | з 2010       |
| 3.0 dCi V6 24V aut. | 2998 см³ | V6       | 177 кВт (240 к.с.) | 450 Нм при 1500 об/хв | 7,6 с        | 235 км/год            | 10/5,7/7,2                                     | 1655 кг | з 2010       |